# Враголија
Враголија (алб. Vragoli) је насеље у општини Косово Поље, Косово и Метохија, Република Србија.

## Географија
Село је у равници, у углу између Дренице и Ситнице, на пола километра испред њихових саставака. Обе реке теку ивицом села.

## Историја
Најстарији албански досељеници су при досељењу око 1840. затекли село као чифлик Џинића из Приштине, на коме су тада живеле четири српске куће. До доласка мухаџира 1878. на чифлику је било и Срба и Албанаца, а примањем мухаџира на чифлик Срби су се са њега раселили. Колонистичке куће су биле изван села на месту Кључ, на путу Приштина - Урошевац.

## Порекло становништва по родовима
Подаци о пореклу становништва из тридесетих година XX века.
Родови
- Дервишол (4 к.), од фиса Гаша. Досељени око 1840. из Острозуба у Подрими. Појасеви су му у 1933. од досељења били: Мустафа, Арслан, Дурмиш, Суља (40 година).
- Битич (2 к.), од фиса Битича. Досељен из Орлата у Подрими на неколико година после Дервишола.
- Бељуловић (1 к.), од фиса Гаша. Досељен из Лужнице (Призрен) за бугареке окупације у првом светском рату као чифчија.

Мухаџири из топличких села досељени 1878.
- Пребез (4 к.), од фиса Гаша, из Пребрезе.
- Плана (1 к.), од фиса Тсача, из Плане.
- Дединца (1 к.), од фиса Гаша, из Дединца.
- Брбатовц (1 к.), од фиса Краснића, из Барбатовца.
- Сламник (4 к.), од фиса Шаље, из Сламника.
- Гргур (3 к.), од фиса Краснића, из Гргура.

Колонисти
- Васић (1 к.) из Чачка.
- Радуловић (1 к.) из Црне Горе.
- Бађуровић (1 к.) из Херцеговине, сви досељени 1921.
- Брстина (2 к.), досељен 1938. на куповицу.

## Демографија
| Година       | 1948 | 1953 | 1961 | 1971 | 1981 | 1991 |
| ------------ | ---- | ---- | ---- | ---- | ---- | ---- |
| Становништво | 400  | 435  | 550  | 787  | 1088 | 1295 |

|  |